# أنماري أور
أنّماري أور (بالألمانية: Annemarie Auer) هي كاتِبة ومؤلفة ألمانية، ولدت في 10 يونيو 1913 في نويمونستر في ألمانيا، وتوفيت في 7 فبراير 2002 في برلين في ألمانيا.